# 科利奥
科利奥（義大利語：Collio），是意大利布雷西亚省的一个市镇。总面积53平方公里，人口2326人，人口密度43.9人/平方公里（2009年）。国家统计（ISTAT）代码为017058。

## 友好城市
- 義大利卡斯特罗雷阿莱
- 義大利贡内萨